# Ronde komschelp
De ronde komschelp (Diplodonta rotundata) is een tweekleppigensoort uit de familie van de Ungulinidae. De wetenschappelijke naam van de soort is voor het eerst geldig gepubliceerd in 1803 door Montagu.